# Bathygobius ostreicola
Bathygobius ostreicola е вид бодлоперка от семейство Попчеви (Gobiidae).

## Разпространение
Видът е разпространен в Индия.

## Описание
На дължина достигат до 5 cm.